# 薄叶青冈
薄叶青冈（学名：Cyclobalanopsis kontumensis）为壳斗科青冈属下的一个种。